# Маневровая работа
Маневро́вая рабо́та — это внепоездные передвижения подвижного состава в пределах станции, а в отдельных случаях, и с выездом на перегон (согласно Правилам технической эксплуатации (ПТЭ)). Не стоит путать с маневровыми работами в метро.
Маневровую работу выполняют на вытяжных путях (вытяжках), сортировочных горках, полугорках, наклонных путях и парках. На вытяжных путях вагоны передвигаются с помощью маневровых локомотивов, на горках — под действием силы тяжести, на полугорках — с помощью маневровых локомотивов и под действием силы тяжести. В качестве средств передвижения используют локомотивы, тягачи, маневровые рельсовые тракторы, а также толкатели и стационарные устройства. Из локомотивов при выполнении маневровой работы используют главным образом тепловозы, реже — электровозы. Стационарные устройства (электролебёдки) применяют для перестановки вагонов на погрузочно-разгрузочных и ремонтных путях.
Непосредственно маневровые передвижения состоят из отдельных элементов. Полурейс — перемещение вагонов с локомотивом или одного локомотива без изменения направления движения. Перемещение вагонов с локомотивами или одного локомотива по станционным путям называется маневровым рейсом. Он состоит из двух полурейсов. При передвижении локомотива с вагонами полурейсы и рейсы называют рабочими, без них — холостыми. Вагоны, с которыми совершается рабочий полурейс или рейс называются маневровым составом. В составе, подлежащем расформированию, один или несколько вагонов, которые в процессе сортировки должны быть поставлены на один путь, называют отцепом.

## Классификация манёвров
Манёвры представляют собой сочетание полурейсов. Различают следующие основные полурейсы:
1. разгон-торможение
2. разгон-движение с установившейся скоростью
3. разгон-движение по инерции
4. разгон-движение по инерции и торможение
5. разгон-движение с установившейся скоростью и по инерции
6. разгон-движение с установившейся скоростью по инерции и торможение

В зависимости от назначения, манёвры подразделяются на следующие:
- расформирование поездов — сортировка вагонов в соответствии с их назначением
- формирование поездов — сортировка и сборка вагонов
- одновременное расформирование и формирование — полное или частичное совмещение операций
- прицепка и отцепка вагонов от поездов
- подача и уборка вагонов на грузовые и другие пункты станции
- грузовые манёвры — расстановка вагонов по грузовым фронтам и сборка их
- прочие — перестановка составов и групп вагонов, перевеска, осаживание или подтягивание на путях и др.

Наибольший удельный вес в работе станций имеют манёвры по расформированию-формированию поездов.
Распоряжаются маневровой работой дежурный по станции (на малых станциях), маневровый диспетчер и дежурный по горке или парку. Обязанности между ними распределены ТРА станции.
Непосредственным исполнителем манёвров являются маневровые бригады (машинист локомотива с помощником и составитель поездов).

## Способы выполнения манёвров
На вытяжных путях применяются два основных способа сортировки вагонов — осаживание и толчки.
Способом осаживания работают в основном в пределах путей и стрелочной улицы. Это такой порядок манёвров, когда состав доходит до места, где должны быть остановлены вагоны и останавливается. Затем состав вытягивается за разделительную стрелку и вновь осаживается для постановки второго отцепа на другой путь. Этот способ очень длительный и используется при манёврах с вагонами, требующими особых мер предосторожности, при перестановке вагонов или составов с одного пути на другой, когда не обеспечены условия для удержания вагонов на пути после толчка и при других ситуациях.
Способ толчков заключается в том, что после отцепки группы вагонов (отцепа) и готовности маршрута на путь постановки этой группы локомотив разгоняется и резко тормозит, а отцеп следует далее по инерции. После каждого толчка маневровый состав возвращается за разделительную стрелку. Так выполняются манёвры одиночными толчками. При серийных толчках выполняется ряд последовательных толчков по числу отцепов во взятом маневровом составе без возвратного движения. Манёвры серийными толчками выполняются в основном на наклонных вытяжных путях. Следует отметить, что не всегда можно рассортировать состав одним способом. В зависимости от ходовых свойств и загрузки вагонов, свободности путей выбирается наиболее выгодные приёмы.

## Скорости при манёврах
Согласно п. 27 Приложения № 6 к ПТЭ, манёвры производятся со скоростью не более:
60 км/ч — при следовании по свободным железнодорожным путям одиночных локомотивов и локомотивов с вагонами, прицепленными сзади с включёнными и опробованными автотормозами;
40 км/ч — при движении локомотива с вагонами, прицепленными сзади, а также при следовании одиночного специального самоходного подвижного состава по свободным железнодорожным путям;
25 км/ч — при движении вагонами вперёд по свободным железнодорожным путям, а также восстановительных и пожарных поездов;
15 км/ч — при движении с вагонами, занятыми людьми, с проводниками и командами, сопровождающими грузы, а также с негабаритными грузами боковой и нижней негабаритности 4-й, 5-й и 6-й степеней;
5 км/ч — при манёврах толчками, при подходе отцепа вагонов к другому отцепу в подгорочном парке;
3 км/ч — при подходе локомотива (с вагонами или без них) к вагонам, а на железнодорожных путях необщего пользования при проследовании вагонами вперёд негабаритных мест и опасных зон и при постановке вагонов на вагоноопрокидыватель.
Скорость передвижения железнодорожного подвижного состава по вагонным весам в зависимости от конструкции весов устанавливается в техническо-распорядительном акте железнодорожной станции или инструкции по обслуживанию и организации движения на железнодорожном пути необщего пользования, утверждаемой владельцем железнодорожных путей необщего пользования.
Скорость роспуска вагонов на сортировочных горках при различных сигналах горочных светофоров, а также условия, обеспечивающие безопасность движения и сохранность железнодорожного подвижного состава, устанавливаются, соответственно, владельцем инфраструктуры, владельцем железнодорожных путей необщего пользования в зависимости от технического оснащения горок и местных условий.